# ダウン症候群

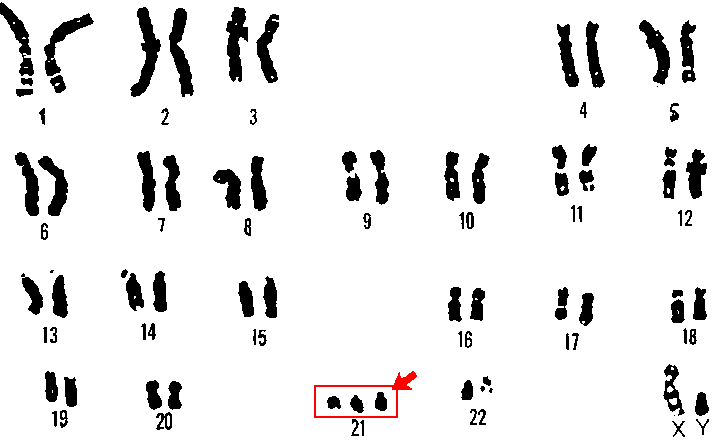
ダウン症患者の染色体。22対の常染色体のうち21番染色体だけは3本の組（トリソミー）になっており、これがダウン症候群を引き起こす原因である。右下に見えるXとYは性染色体。

ダウン症候群（ダウンしょうこうぐん、英: Down syndrome, Down's syndrome）またはダウン症は、体細胞の21番染色体が通常より1本多く存在し、計3本（トリソミー症）になることで発症する先天性疾患群である。多くは減数第一分裂時の不分離によって生じるほか、減数第二分裂に起こる。新生児に最も多い遺伝子疾患である。
症状としては、身体的発達の遅延、特徴的な顔つき、軽度の知的障害が特徴である。平均して8 - 9歳の精神年齢に対応する軽度から中度の知的障害であるが、それぞれのばらつきは大きく、現時点で治療法は存在しない。教育と早期ケアによりQOLが改善されることが見込まれる。
ダウン症は、ヒトにおいて最も一般的な遺伝子疾患であり、年間1,000出生あたり1人に現れる。

## 名称
「目尻が上がっていてまぶたの肉が厚い、鼻が低い、頬がまるい、あごが未発達、体は小柄、髪の毛はウェーブではなくて直毛で薄い」という特徴からモンゴロイド人種と関連付けられ、ヨーロッパを中心にMongolism（日本語では蒙古症（もうこしょう））と名づけられていたが、差別や偏見を助長するとして現在では使用されていない。
1961年に19名の著名な遺伝学者が「Langdon-Down anomaly」（ラングドン＝ダウン異常）「Down's syndrome anomaly」（ダウン症異常）「congenital acromicria」（先天性欠損）、または「trisomy 21 anomaly」（トリソミー21異常）の用語を用いるべきとの声明を発出したことを契機に、蒙古症の語は次第に使われなくなった。1965年ごろにはモンゴル人民共和国の代表がWHOの事務局長に対して、非公式に病名としての「mongolism」が不快であるとして将来的に使用しないように要請している。1965年、WHOは発見者のダウンにちなんで「Down syndrome（ダウン症候群）」を正式な名称とすることが決定した。2012年、3月21日を国際連合が世界ダウン症の日に認定。21番染色体トリソミーにちなむ。
1961年から2011年までの医学論文において、用語として使われた数は以下の結果であった（歴史について記述した論文を除く）。
- Down（ダウン症候群） - 5,289
- Trisomy 21（トリソミー21） - 1,396
- mongolism（蒙古症） - 524
- Langdon Down（ラングドン・ダウン症候群） - 25
- Congenital Acromicria（先天性先端矮小症） - 4

用語使用の変化を示した図からも、1961年ごろはほぼ100パーセントの使用率であった「mongolism」が1980年代半ばにはまったく使われなくなったことが分かる。2010年時点では「ダウン症候群」が約85パーセント、「Trisomy 21」が約15パーセントの使用率である。
欧米などと東アジアでダウン症の発現率に違いは見られないうえに、近年においては京都大学からダウン症に相当するチンパンジーの例が報告されている。これは猿人が人に進化し、それぞれの人種に分岐する以前の段階からダウン症が存在していたことを示唆している。また、ダウン症とは定義されていないが、ダウン症の外見的な特徴を持つ虎や猫などの動物も存在している。

## 臨床像
知的障害、先天性心疾患（50パーセント）、低身長、肥満、筋力の弱さ、頸椎の不安定性、閉塞性睡眠時無呼吸（50 - 75パーセント）、耳の感染症（50 - 75パーセント）、眼科的問題（先天性白内障、眼振、斜視、屈折異常、60パーセントほど）、難聴（75パーセントほど）がある。新生児期に哺乳不良やフロッピーインファントのような症状を示し、特異的顔貌、翼状頚、よく伸展するやわらかい皮膚などから疑われることもある。青年期以降にはストレスからくるうつ症状・早期退行を示す者もいる。男性の場合、モザイク型を除きすべて不妊となる一方、女性の場合多くは妊娠が可能であるが、多くは自然流産となる。また、母親（または父親）がダウン症候群患者の場合、胎児のダウン症候群発症率は50パーセントであるため、高確率で遺伝する。一般的に肉体的成長の遅延、特徴的な顔つき、軽中度の知的障害に特徴づけられる。平均して8 - 9歳の精神年齢に対応するが、それぞれのばらつきは大きい。40歳以降にアルツハイマー病が高確率で起きる。

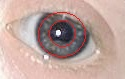
ダウン症児の目。やや吊り上っている。

外表奇形

顔の中心部があまり成長しないのに対して顔の外側は成長するため、吊り上った小さい目を特徴とする顔貌（特異的顔貌）を呈する。ほかには舌がやや長い、手に猿線、耳介低位、翼状頚などが発生する。
合併奇形等
ダウン症候群では高率に鎖肛、先天性心疾患、先天性食道閉鎖症、白血病、円錐角膜、斜視、甲状腺機能亢進症、甲状腺機能低下症などを伴う。
青年期の心理的問題
思春期から成人期にかけて、部屋に閉じこもる、寡黙になるといった変化が急に現れることがあり、その多くは環境の変化や契機となる出来事への適応障害または心因反応と考えられている。しかし、この病態に対しての医学的な検討が十分にされていないため、その治療については確立した方法がまだない。
思春期以降、ダウン症者も性的にも成熟していくのが普通である。かつては知的障害者教育の分野において性について触れられないことも多かったが、近年では知的障害者にとっても適切な性教育が必要であることが認識されるようになってきた。特に、知的障害を有する女性が少なからず性的被害に遭ってきた歴史を踏まえ、自身の身体と性について理解し、自衛できるようにすることは重要である。また、ダウン症者が一般社会で暮らしていく際にも、性に関する適切な振る舞いや常識を身につけることは重要である。カナダダウン症協会はダウン症者に性についての理解を助け、性に関する社会的ふるまいを身につけ、性的被害から身を守るためのガイドブックを出版している。

## 原因
21番染色体のトリソミーが原因である。トリソミーとなった理由は3タイプに分けられ、生殖細胞の減数分裂時の失敗（染色体の不分離と転座）である。
- 標準型21トリソミー（95パーセント）：21番染色体の不分離による[12]。
- 遺伝性転座（3パーセント）：21番染色体がほかの染色体に付着。転座型の半分（全体の2パーセント）は親が均衡型転座を保因する[12]。
- モザイク型（1 - 2パーセント）：個体の中に正常核型の細胞と21トリソミー（21番目の染色体が3本ある核型）の細胞とが混在している[12]。

標準型は精子、卵子形成時の減数分裂における染色体不分離が原因である。転座型は親の片方が均衡転座保因者であり、適切な遺伝カウンセリングを受ける必要がある。モザイク型は受精後の卵分裂の過程における不分離により正常な細胞とトリソミーの細胞が混在するもので、正常な細胞も多数あることから重度な障害は見られない。染色体トリソミーは21番染色体以外にも起こるが、性染色体以外の常染色体には生命活動に必須の遺伝情報が含まれるため、トリソミーは流産または死産となることが多く、出生できたとしても長くは生きられない。しかし21番染色体のトリソミーだけは障害を残すものの致命的とならない場合がある。ただし、その21トリソミーでも、80パーセントは流産や死産に終わり、出生できるのは20パーセントにすぎない。

## 検査
妊娠11週頃に絨毛検査で確定的に診断できるが、日本では絨毛検査を実施している医療機関は少ない。妊娠15 - 16週ごろに母体血清マーカー検査や新型出生前診断（NIPT）により、確率的に診断することが可能となり、羊水検査で確定的に診断される。検査結果が出るまでに2 - 3週間を要する。「妊婦検診などでこういった出生前検査を勧められなかった」としても医療側の落ち度はないとされる（裁判事例：京都地裁平成9年1月24日判決）。そのため妊婦は自ら医療側に進言（結婚している妊婦の場合夫婦の同意に基づく）しないと検査は実施されない。また検査の結果も、正式には「妊婦側が聞くことを希望して初めて通知できる」とされている。イギリスでは国策として2004年以降は全妊婦に出生前診断を推進している。
| スクリーニング    | 在胎週数   | 判別率  | 疑陽性率 | 備考                                                                         |
| ----------------- | ---------- | ------- | -------- | ---------------------------------------------------------------------------- |
| 複合テスト        | 10-13.5週  | 82-87%  | 5%       | 超音波による頸椎部投光性検査に加え、β-hCGとPAPP-Aの血液検査                  |
| Quad screen       | 15-20週    | 81%     | 5%       | 母体の血清α-フェトプロテイン、非抱合型エストリオール、hCG、インヒビンAを測定 |
| 統合テスト        | 15-20週    | 94-96%  | 5%       | Quad screenに加えて PAPP-A、NTを検査                                         |
| セルフリーDNA検査 | 10週目から | 96-100% | 0.3%     | 母体血液から採取した胎児由来DNA(セルフリーDNA)を解析                         |

## 倫理的課題

### ダウン症胎児の中絶率
2002年の人工妊娠中絶率の文献レビューでは、イギリスとヨーロッパでダウン症候群と診断された妊婦のうち、91 - 93パーセントが妊娠を中断した。イギリスの国家ダウン症候群細胞遺伝学登録簿 （NDSCR）のデータによれば、登録が始まった1989年から2006年において、子どもがダウン症と診断されたあとに中絶を選んだ女性は約92パーセントの高率で安定している。アメリカでもダウン症胎児の中絶率調査が実施され、3つの研究でそれぞれ95パーセント、98パーセント、87パーセントとなっている。

### ダウン症胎児の中絶に関する議論
医療倫理学者のロナルド・グリーンは、両親は自分の子孫に「遺伝的な害」が及ぶのを避ける義務があると主張している。イギリスのジャーナリスト、ドミニク・ローソンはダウン症の娘が生まれた際、彼女に対する無償の愛と彼女が存在することの喜びと同時に、妻が検査を受けていれば中絶できた、という外部の声に怒りを表明した。これに対して、長期にわたりダウン症協会の支援者であったクレア・レイナーは、ローソンの娘への態度を絶賛するとともに、ローソンが障害検査と発見時に中絶をすすめる医師や助産師を酷評することには賛成できず、障害検査と中絶を「辛い事実として、障害を持った個人の面倒をみるということは、人力、哀れみ、エネルギー、そして有限の資源であるお金がとてもかかるということだ。まだ親になっていない人は、自分に問いかけてみるべきだ。自分が他人（社会）にその重荷を背負わせる権利があるのか、もちろん、その重荷の自分の持分をすすんで引き受ける前提としてだが」と擁護した。ダウン症と診断された胎児の高い中絶率を、倫理的に憂慮する医師や倫理学者もいる。ピューリッツァー賞を受賞した保守的な評論家で、息子の一人がダウン症候群であるジョージ・ウィルはそれを「中絶による優生学」と呼んでいる。

## 治療
ダウン症候群は染色体異常であるため、実用化に至っている根本的な治療方法はない。心疾患などの合併症に対しては外科的な対応も含めて治療が行われている。また、思春期以降の生活能力低下（“急激退行”）に対して、アルツハイマー治療薬「アリセプト」（ドネペジル塩酸塩：アセチルコリンエステラーゼ阻害剤）のダウン症候群に対する有効性の検証や抗酸化剤、神経活動過剰抑制拮抗剤などの治験が行われている。

## 遺伝子治療の研究

### ゲノム編集技術の応用
現在、発展著しいゲノム編集の技術により原因遺伝子を改変することによって治療することが想定されている。
ゲノム編集の概念や研究は昔からあったものの、近年特に研究が進むゲノム編集技術の一つであるCRISPR-Cas9はこれまでの方法と比べて圧倒的に簡便かつ高い切断効率を持ち、ありとあらゆる生物の遺伝子を正確に書き換えることができるため、遺伝性の疾患は原因となる遺伝子を切り取って入れ替え、取り除くといった形で治療ができるようになり、ダウン症や鎌状赤血球症、嚢胞性線維症といった遺伝性の病気を治すための希望をもたらすとされる。

### ノンコーディングRNA技術の研究
ノンコーディングRNAを用いてダウン症の1本多い染色体の機能を停止させ、出生後にダウン症の治療を行おうとする基礎的研究が行われている。性別を決める染色体で働いているノンコーディングRNAの「Xist」は、X染色体の不活性化というX染色体の活動を止めて、問題を避ける仕組みを持っていることが分かっていた。「Nature」に掲載されたマサチューセッツ大学の研究では、ダウン症患者から採取し培養されたiPS細胞に対し、21番染色体の1本にXist遺伝子を組み込んで、遺伝子の発現を誘導する薬を加えたところ、約3週間後に全10個の遺伝子が発現しなくなった。また、ゲノム全体の遺伝子発現量解析により、3本ある21番染色体の発現量が平均で15 - 20パーセント程度低下し、トリソミーではない21番染色体の総発現量と同程度にまで抑制されることが分かった。さらに、Xistがダウン症によって低下した細胞を増殖する機能を回復し、神経細胞に分化する機能も正常細胞並みに戻すことも確認された。この方法の長所は、一度Xistを組み込んでしまえば、あとは発現させるだけで100パーセントに近い抑制効果が得られ、13番や18番の染色体異常などにも応用できる可能性がある点であるとされる。また、培養細胞での基礎研究段階であるが臨床試験の開始が望まれている。

## 疫学
遺伝子疾患および染色体異常の中ではもっとも発生頻度が高い。日本での患者数はおよそ5万人。イギリスがおよそ5万人、アメリカがおよそ34万人で、年間6,000人の出生がダウン症であった。日本人は全障害児におけるダウン症の割合が他国に比べて低く、その代わりに自閉症出現率が高めであるとされる。母親の出産年齢が高いほど発生頻度は増加し、25歳未満で2000分の1、35歳で300分の1、40歳で100分の1となる。アメリカにおける統計では、20 - 24歳の母親による出産ではおよそ1,562分の1なのに対し、35 - 39歳でおよそ214分の1、45歳以上の場合はおよそ19分の1となっている。イギリスでは、2000年の年間約600人の出生数が2006年には15パーセント増え、746人となった。

## 歴史

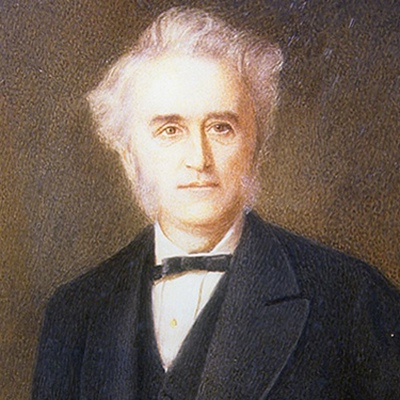
ジョン・ラングドン・ハイドン・ダウン

1866年にイギリスの内科医ジョン・ラングドン・ダウンが論文『白痴の民族学的分類に関する考察（Observations on the Ethnic Classification of Idiots）』でその存在を発表（学会発表は1862年）した。
1959年、フランス人のジェローム・ルジューヌによって、21番染色体がトリソミーを形成していることが発見された。

## ダウン症候群を題材にした作品
- 障害を知ろう!みんなちがって、みんないい〈3〉ダウン症の友だち（金の星社、土橋圭子 文）ISBN 978-4323065632
- ユンタのゆっくり成長記 ダウン症児を育てています。(双葉社 コミック、たちばなかおる 著） ISBN 978-4575304954
- のんちゃんの手のひら（コミック、金子節子 作）出版：双葉社
- いっぽいっぽ―ダウン症の娘と共に（エッセイ、幸田啓子 著）出版：ぶどう社、ISBN 9784892402012
- 八日目（映画、ジャコ・ヴァン・ドルマル監督）- 1996年、カンヌ国際映画祭でダニエル・オートゥイユとパスカル・デュケンヌが主演男優賞をダブル受賞。
- たったひとつのたからもの（写真作品・テレビドラマ）
- コーキーとともに（テレビドラマ）
- 小さな書家 金澤翔子の世界（DVD、2005年）- ダウン症候群の書家金澤翔子を描いたドキュメンタリー。
- メモリー・キーパーの娘（小説・テレビドラマ）
- 母なる証明（映画、2009） ポン・ジュノ監督の韓国映画。
- チョコレートドーナツ（映画、2012）
- アイちゃんのいる教室（2013）ISBN 9784034171202,アイちゃんのいる教室 3年1組（2015）ISBN 9784034171301、アイちゃんのいる教室 6年1組にじ色クラス（2017）ISBN 9784034171400（高倉正樹 著）出版：偕成社  - 仙台市立太白小の通常学級に通うダウン症の武田愛さんの卒業までの6年間。インクルージョン教育の現場を描いた児童書。
- ザ・ピーナッツバター・ファルコン（映画、2019） プロレスラーに憧れて施設から逃げ出したダウン症の青年が主要登場人物のひとり。
- 家族だから愛したんじゃなくて、愛したのが家族だった（エッセイ、岸田奈美 作・テレビドラマ）